# 甘多索
甘多索（義大利語：Gandosso），是意大利贝加莫省的一个市镇。总面积3.11平方公里，人口1513人，人口密度486.5人/平方公里（2009年）。国家统计（ISTAT）代码为016109。